# Archibald MacKinnon
Archibald A. „Archie” MacKinnon (ur. 13 stycznia 1937 w Cranbrook) – kanadyjski wioślarz, dwukrotny medalista olimpijski.

## Kariera
Wystąpił na igrzyskach olimpijskich w Melbourne w 1956, gdzie wspólnie z Walterem D’Hondtem, Lorne'em Loomerem i Donaldem Arnoldem zdobył złoty medal w czwórkach bez sternika. W finale o blisko 10 sekund wyprzedzili osadę USA i o ponad 12 sekund osadę Francji. Był to pierwszy w historii złoty medal olimpijski w wioślarstwie zdobyty przez Kanadę. Na rozgrywanych cztery lata później igrzyskach olimpijskich w Rzymie Kanadyjczycy w składzie: Donald Arnold, Walter D'Hondt, Nelson Kuhn, John Lecky, David Anderson, Archie MacKinnon, Bill McKerlich, Glen Mervyn i Sohen Biln zdobyli srebrny medal w ósemkach. W finale uplasowali się o 4,34 sekundy za osadą Wspólnej Reprezentacji Niemiec, a o 3,32 sekundy przed Czechosłowacją. Był to także jedyny medal zdobyty przez Kanadyjczyków na tych igrzyskach.
W 1958 zdobył złoty medal na igrzyskach Imperium Brytyjskiego i Wspólnoty Brytyjskiej w Cardiff. 
Uzyskał dyplom z inżynierii na Uniwersytecie Kolumbii Brytyjskiej oraz MBA na York University. 